# Navegació en conserva

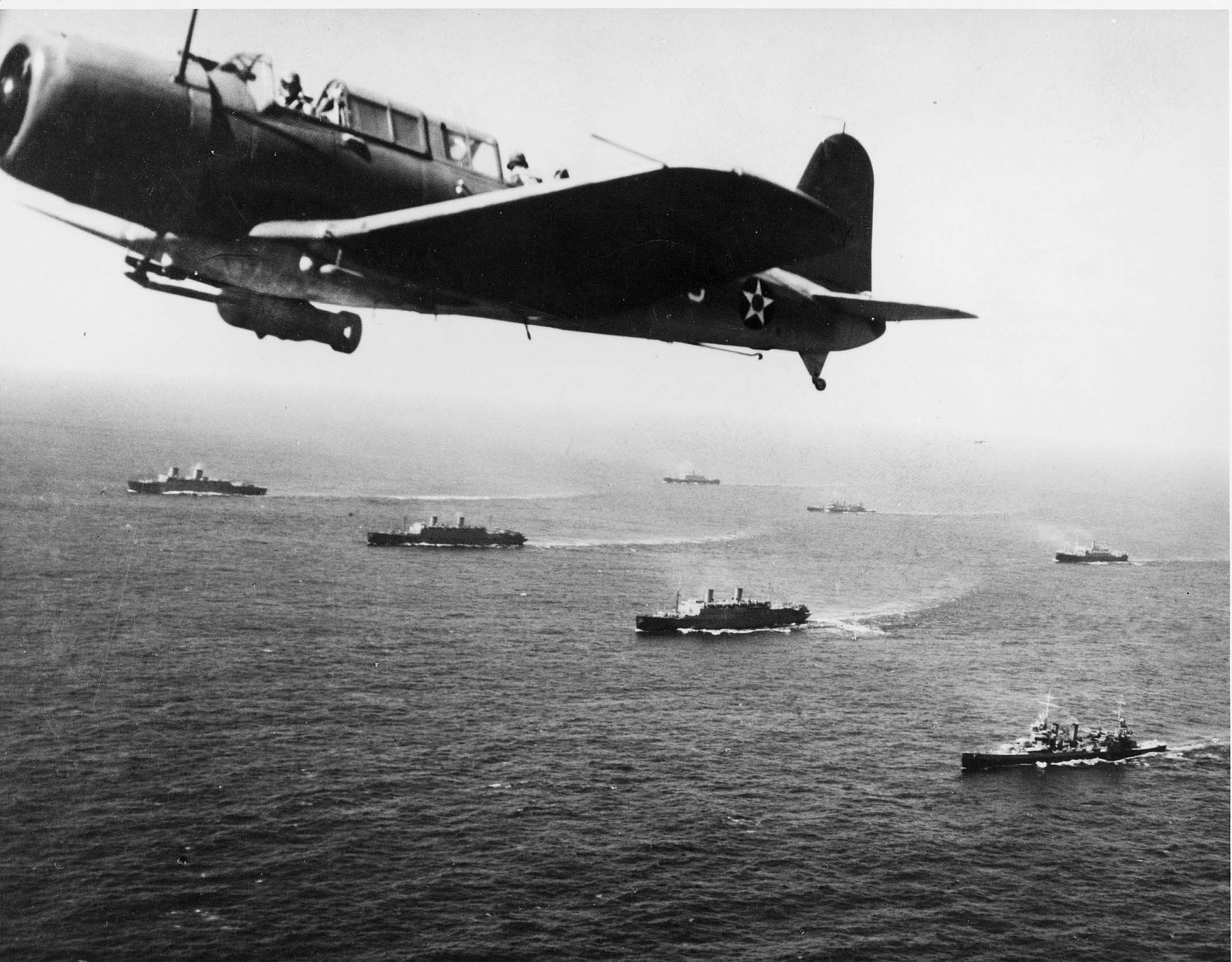
Vista aèria d'un comboi naval durant la Segona Guerra Mundial.

Dos o més vaixells naveguen en conserva quan es desplacen acompanyant-se mútuament.
Les expressions “navegar en conserva”, “anar en conserva”, “guardar conserva” (i similars) són equivalents. Els vaixells d'un comboi naval naveguen en conserva.

## Documents
- c1250. El Llibre del Consolat de Mar tracta de la navegació en conserva i de les seves obligacions.[2]
- 1258. Ordinacions de Barcelona per a vaixells mercants confirmades per Jaume el Conqueridor (vegeu "conservaticum").[3]
- 1268. A l'obra Glossaire nautique d' Auguste Jal hi ha referències a la navegació en conserva.[4]
- 1315. "... e estant axí en la dita conserva preseren una nau...".[5]
- 1732. En castellà : Capítulo XCII. De conserva.[6]
- 1831. "Conserva" en castellà.[7]